# Billy Crudup
William Gaither 'Billy' Crudup (Manhasset (New York), 8 juli 1968) is een Amerikaans acteur. Hij won in 1998 een National Board of Review Award in de categorie 'doorbraak' voor zijn rol als Pete Calder in het westerndrama The Hi-Lo Country. Daarnaast werd hij genomineerd voor een Film Independent Spirit Award voor zijn hoofdrol in de dramafilm Jesus' Son (1999), voor een Golden Satellite Award voor zijn bijrol in het Britse Charlotte Gray (2001) en voor een Screen Actors Guild Award samen met alle acteurs van Almost Famous (2000). Voor zijn hoofdrol in het toneelstuk The Coast of Utopia won Crudup in 2007 een Tony Award. Hiervoor werd hij eerder genomineerd in 2002 voor het spelen van John Merrick in het biografische The Elephant Man en nogmaals in 2005 voor zijn hoofdrol in The Pillowman.
Hoewel het in 1997 uitgekomen Grind eerder werd opgenomen, maakte Crudup zijn film- en acteerdebuut in 1996 als de volwassen versie van Tommy Marcano in het misdaaddrama Sleepers. Sindsdien was hij in ruim twintig andere bioscooptitels te zien.
Cudrup had van 1996 tot 2003 een relatie met actrice Mary-Louise Parker. Hun relatie liep stuk twee maanden voordat in januari 2004 hun zoon William Atticus geboren werd.

## Filmografie
*Exclusief televisiefilms
- Where'd You Go, Bernadette (2019)
- After the Wedding (2019)
- Justice League (2017)
- Alien: Covenant (2017)
- 1 Mile to You (2017)
- 20th Century Women (2016)
- Jackie (2016)
- Youth in Oregon (2016)
- Spotlight (2015)
- The Stanford Prison Experiment (2015)
- The Longest Week (2014)
- Glass Chin (2014)
- Rudderless (2014)
- Blood Ties (2013)
- The Watch (2012)
- The Convincer (2011)
- Eat Pray Love (2010)
- Public Enemies (2009)
- Watchmen (2009)
- Pretty Bird (2008)
- Dedication (2007)
- The Good Shepherd (2006)
- Mission: Impossible III (2006)
- Trust the Man (2005)
- Stage Beauty (2004)
- Big Fish (2003)
- Charlotte Gray (2001)
- World Traveler (2001)
- Almost Famous (2000)
- Waking the Dead (2000)
- Jesus' Son (1999)
- The Hi-Lo Country (1998)
- Without Limits (1998)
- Snitch (1998)
- Princess Mononoke (1997, stem in Engelstalige versie)
- Grind (1997)
- Inventing the Abbotts (1997)
- Everyone Says I Love You (1996)
- Sleepers (1996)

- Bibsys: 4097263
- Biblioteca Nacional de España: XX1288052
- Bibliothèque nationale de France: cb14167528k (data)
- Catàleg d'autoritats de noms i títols de Catalunya: 981058513733106706
- CiNii: DA14345022
- Gemeinsame Normdatei: 142322563
- International Standard Name Identifier: 0000 0001 1480 5860
- Library of Congress Control Number: no00073640
- MusicBrainz: 659a2132-838b-4976-8f68-50c4f3922ffa
- Nationale Bibliotheek van Tsjechië: xx0055220
- Nationale bibliotheek van Australië: 42379196
- Nationale Bibliotheek van Israël: 987007434474805171
- Nationale Bibliotheek van Polen: a0000001901842
- Nederlandse Thesaurus van Auteursnamen: 202564282
- Système universitaire de documentation: 071204067
- Trove: 1457811
- Virtual International Authority File: 118300073
- WorldCat: E39PBJtrQDkWxvQWJ9jt64YByd